# Síndrome de la lisi tumoral
La síndrome de la lisi tumoral (SLT) és un grup de trastorns metabòlics que es poden presentar com a complicació durant el tractament del càncer, on es destrueixen (lisi) grans quantitats de cèl·lules tumorals pel tractament, alliberant el seu contingut al torrent sanguini. Això es produeix amb més freqüència després del tractament de limfomes i leucèmies. En oncologia i hematologia, aquesta és una complicació potencialment mortal, i els pacients amb un risc major de SLT haurien de ser vigilats de manera estreta abans, durant i després del seu curs de quimioteràpia.
La síndrome de la lisi del tumor es caracteritza per potassi alt en sang (hiperpotassèmia), fosfat alt en sang (hiperfosfatèmia), baix calci en sang (hipocalcèmia), àcid úric d'alta sang (hiperuricèmia) i nivells superiors als normals de nitrogen ureic en sang (BUN) i altres compostos que contenen nitrogen (azotèmia). Aquests canvis en els electròlits i els metabòlits de la sang són el resultat de l'alliberament del contingut cel·lular (en trencar-se la membrana) al torrent sanguini de les cèl·lules que moren. En aquest sentit, la SLT és anàloga a la rabdomiòlisi, amb efectes de mecanisme i química comparables, però amb diferents causes. Els trastorns metabòlics de la SLT poden produir en última instància nàusees i vòmits, però més greument nefropatia aguda d'àcid úric, insuficiència renal aguda, convulsions, arrítmies i mort.